# Sporophila palustris
El semillero palustre (Sporophila palustris), también denominado capuchino pecho blanco, gargantillo de bañado o espiguero capuchino de pecho blanco, es una especie de ave paseriforme de la familia Thraupidae perteneciente al numeroso género Sporophila. Es nativa del centro oriental de América del Sur.

## Distribución y hábitat
Se reproduce en el noreste de Argentina (Corrientes, Entre Ríos y posiblemente en Buenos Aires), en el sur de Brasil (Río Grande del Sur), en Uruguay (en la cuenca del río Uruguay y en humedales del sureste) y posiblemente en el sureste de Paraguay. En los inviernos australes migra hacia el centro de Brasil (Bahía, Minas Gerais, Goiás, Mato Grosso, Mato Grosso do Sul, São Paulo, Paraná y probablemente en Tocantins y Santa Catarina) y tal vez noreste de Paraguay.
Esta especie es considerada rara y local como reproductor (aunque a veces ocurren concentraciones, cuando las condiciones lo favorecen) en su hábitat natural: los pastizales estacionalmente inundables. Cuando migran ocupan una variedad de pastizales altos húmedos en campos y cerrados, hasta los 1100 m de altitud. Está tan relacionado con humedales como lo están otros pequeños semilleros sureños.
Su tamaño oscila entre los 9 y 12 cm de longitud, y su peso es de 9 g en el macho y 7,5 en la hembra.

## Estado de conservación
El semillero palustre ha sido calificado como amenazado de extinción por la Unión Internacional para la Conservación de la Naturaleza (IUCN) y por el CITES: I, debido a que su muy baja población, estimada entre 600 y 1700 individuos maduros, se presume estar en rápida decadencia como resultado de la pérdida de hábitat y su fragmentación y por causa de la captura para comercio como ave de jaula.

## Sistemática

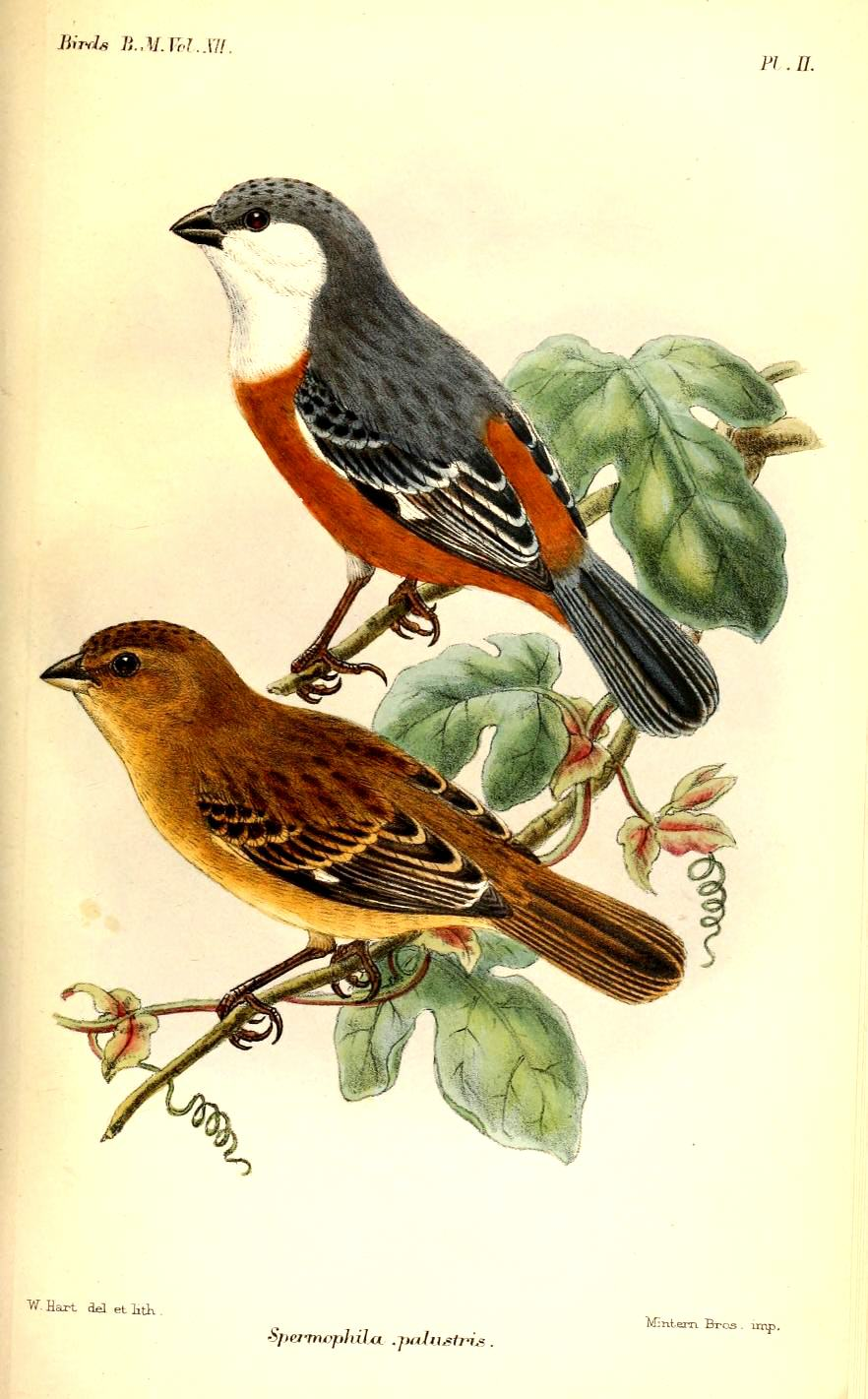
Spermophila palustris, macho (arriba) y hembra (abajo), ilustración de Hart en Catalogue of the birds in the British Museum, 1888.

### Descripción original
La especie S. palustris fue descrita por primera vez por el ornitólogo estadounidense Walter Bradford Barrows en 1883 bajo el nombre científico Spermophila palustris; su localidad tipo es: «cerca de Concepción del Uruguay, Entre Ríos, Argentina».

### Etimología
El nombre genérico femenino Sporophila es una combinación de las palabras del griego «sporos»: semilla, y  «philos»: amante; y el nombre de la especie «palustris» proviene del latín  «paluster, palustris» que significa «pantanoso».

### Taxonomía
Es monotípica. Los datos presentados por los amplios estudios filogenéticos recientes demostraron que la presente especie es próxima del par formado por  Sporophila hypoxantha y  S. ruficollis, y que el  clado resultante es próximo del par formado por S. hypochroma y S. pileata.
El taxón descrito Sporophila zelichi Narosky, 1977 se demostró ser apenas un morfo de color de la presente especie y considerado inválido.